# 루코데이마르시
루코데이마르시(이탈리아어: Luco dei Marsi)는 이탈리아 아브루초주 라퀼라도에 있는 코무네이다. 중세 시대에 다발로스 가문과 콜론나 가문의 영지였다.